# Памятная записка об отношениях Тевтонского ордена с Польшей
Памятная записка об отношениях Тевтонского ордена с Польшей — составленное ок. 1521-1525 гг. неизвестным автором на латинском языке обозрение отношений Тевтонского ордена с Польшей в XIII-XVI вв. Составлена на основе Старшей хроники Оливы, Старшей хроники великих магистров, трудов Энея Сильвия Об обычаях и происхождении пруссов (De ritu et origine Pruthenorum) и О пруссах (De Pruthenis) и большое количество грамот. Рукопись утрачена.

## Издания
- Memorial ueber die Beziehungen des Ordenslandes Preussen zu Polen // Scriptores rerum prussicarum. Bd. VI. Frankfurt am Main. 1968.

## Переводы на русский язык
- Памятная записка об отношениях Тевтонского ордена с Польшей Архивная копия от 30 ноября 2011 на Wayback Machine в переводе И. Дьяконова на сайте Восточная литература